# شصت و یکمین مراسم گلدن گلوب
۶۱مین مراسم گلدن گلوب سال ۲۰۰۳، در ۲۵ ژانویه ۲۰۰۴ در هتل بورلی هیلتون، در لس آنجلس، کالیفرنیا برگزار شد. آخرین قسمت از سه‌گانه ارباب حلقه‌ها توانست بهترین فیلم درام را برنده شود و پیتر جکسون برای ارباب حلقه‌ها: بازگشت پادشاه توانست گلدن گلوب بهترین کارگردانی را بدست آورد. فیلم کوهستان سرد در هشت قسمت کاندیدای ۶۱مین مراسم گلدن گلوب شده بود که فقط در یک رشته توانست برنده گوی زرین شود. فیلم ارباب حلقه‌ها موفق‌ترین فیلم این دوره بود و توانست چهار گوی زرین بدست آورد.
آل پاچینو و مریل استریپ توانستند برای مینی سریال فرشتگان در آمریکا برنده ۶۱مین مراسم گلدن گلوب شوند.

## نامزدی‌ها و جوایز
| بهترین فیلم | بهترین فیلم |
| درام | موزیکال یا کمدی |
| --- | --- |
| - - ارباب حلقه‌ها: بازگشت پادشاه - کوهستان سرد - استاد و فرمانده: آخر جهان - رودخانه میستیک - Seabiscuit | - - گمشده در ترجمه - مثل بکام ضربه بزن - ماهی بزرگ - در جستجوی نیمو - در واقع عشق |
| بهترین اجرای فیلم - درام | |
| بهترین بازیگر مرد | بهترین بازیگر زن |

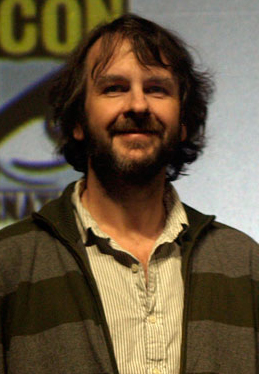
پیتر جکسون، برنده بهترین کارگردان

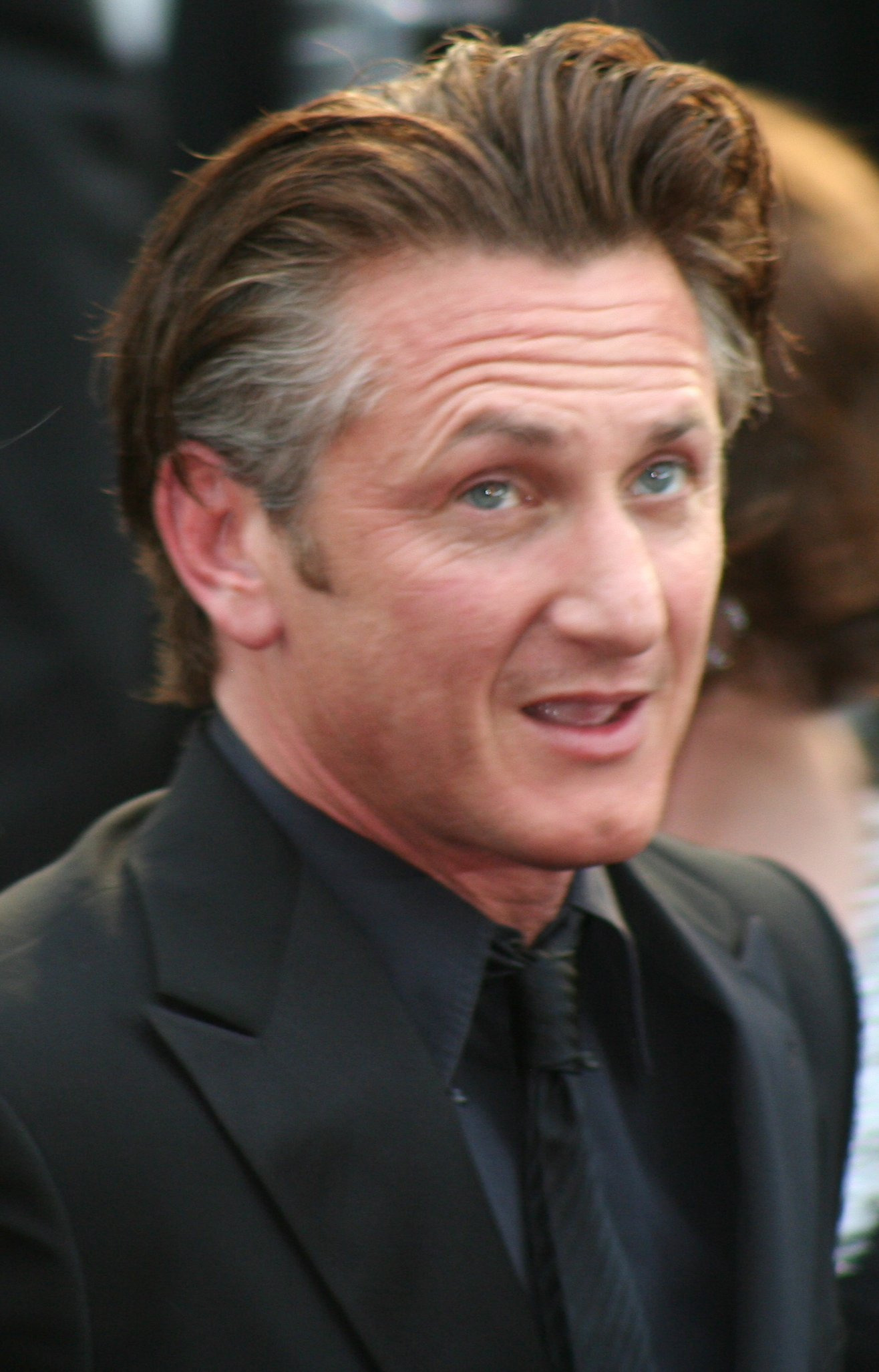
شان پن، برنده بهترین بازیگر مرد فیلم درام

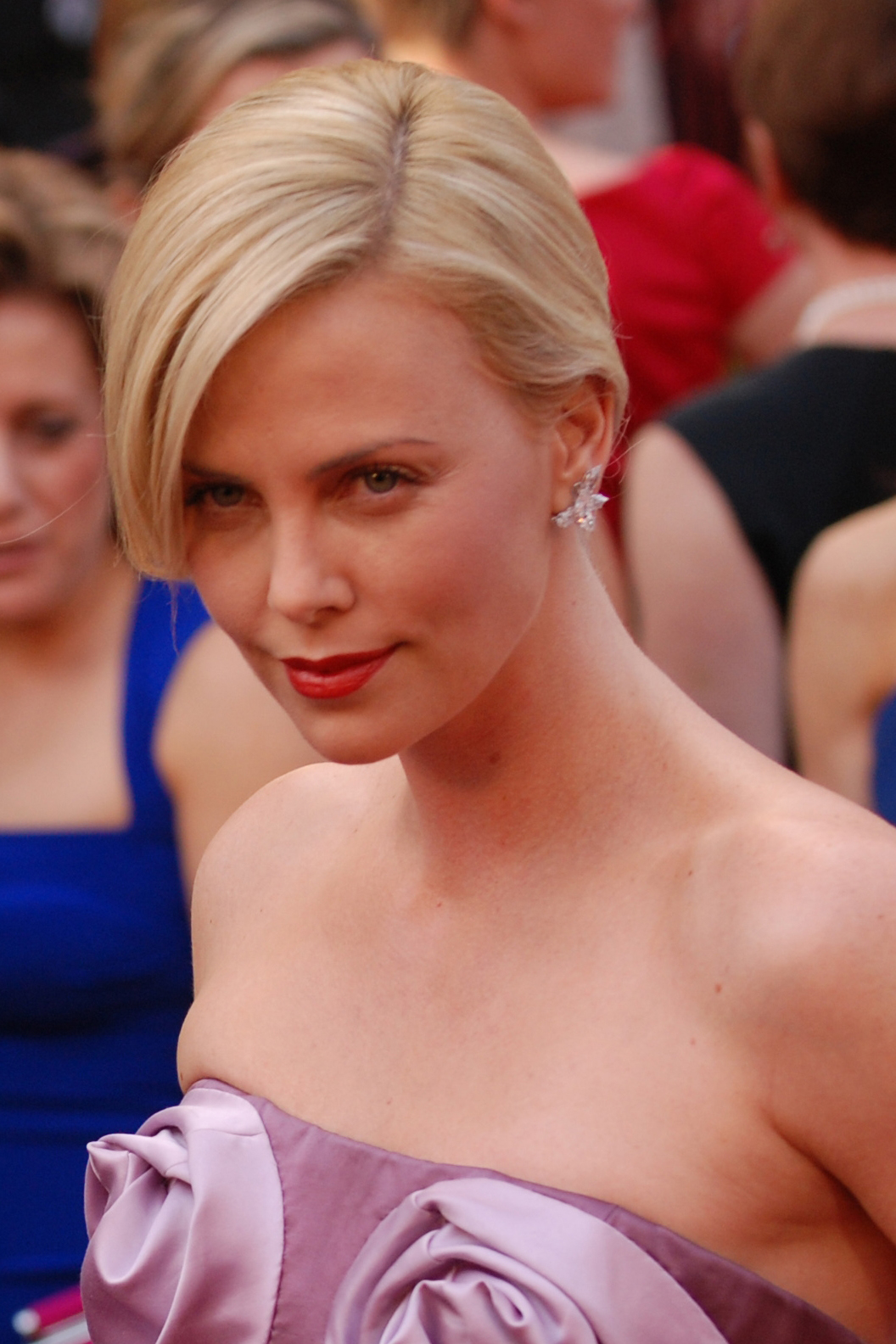
شارلیز ترون، برنده بهترین بازیگر زن فیلم درام

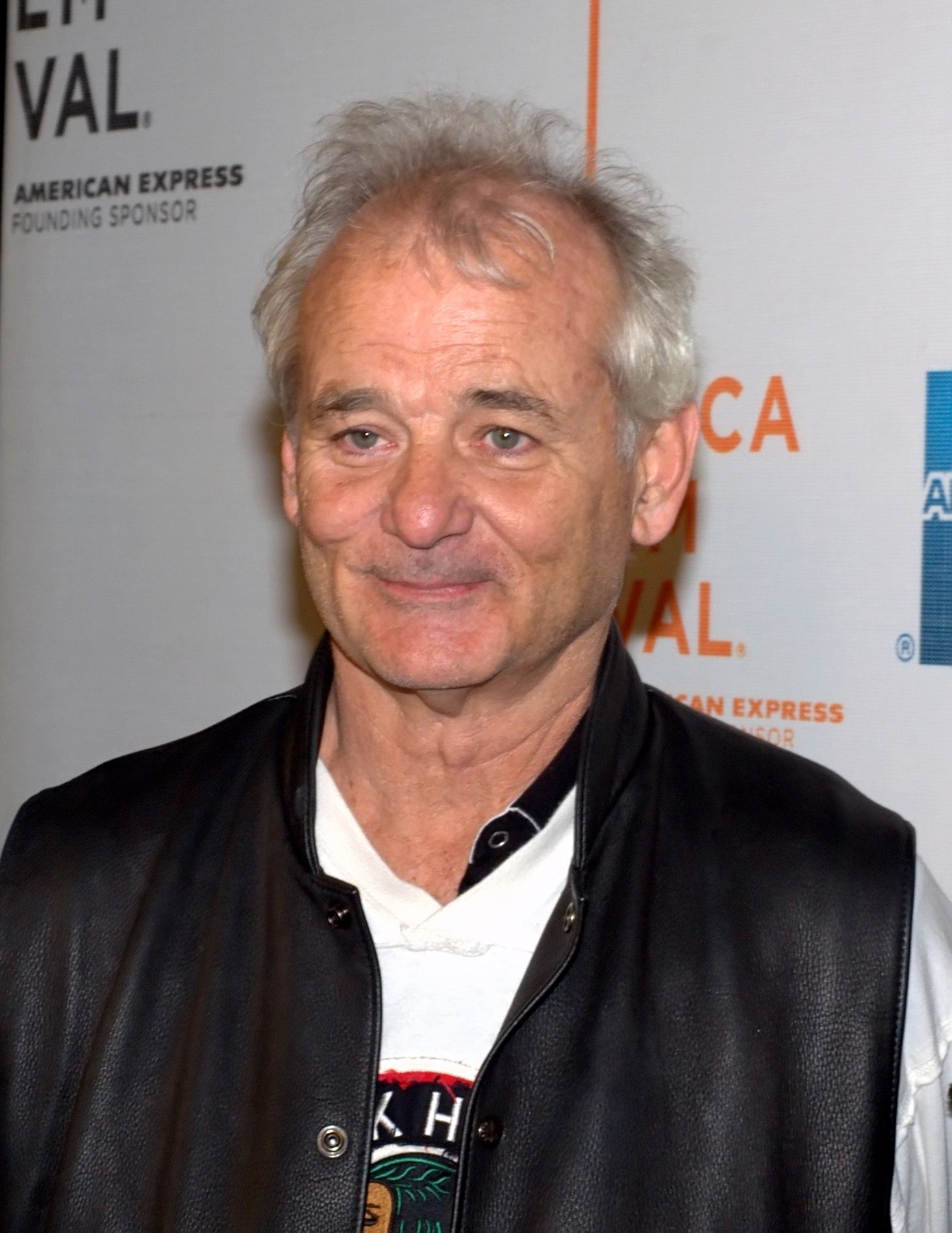
بیل مری، برنده بهترین بازیگر مرد فیلم کمدی یا موزیکال

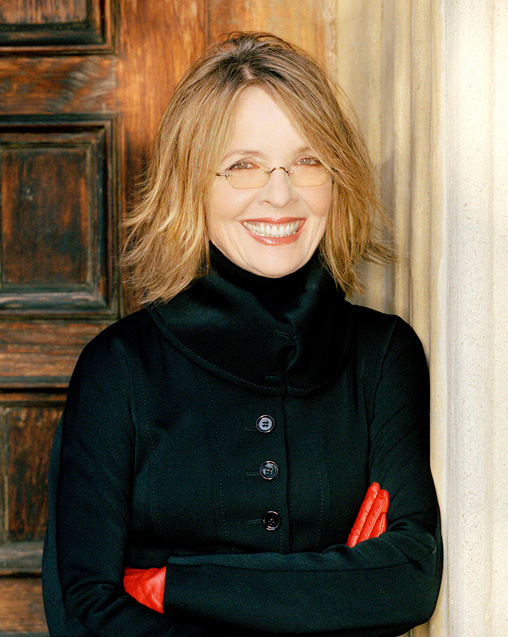
دایان کیتن، برنده بهترین بازیگر زن فیلم کمدی یا موزیکال

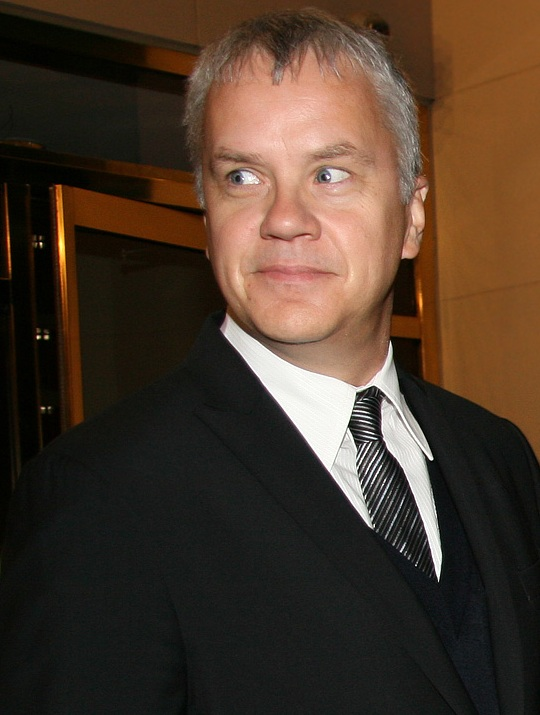
تیم رابینز، برنده بهترین بازیگر مکمل مرد فیلم درام

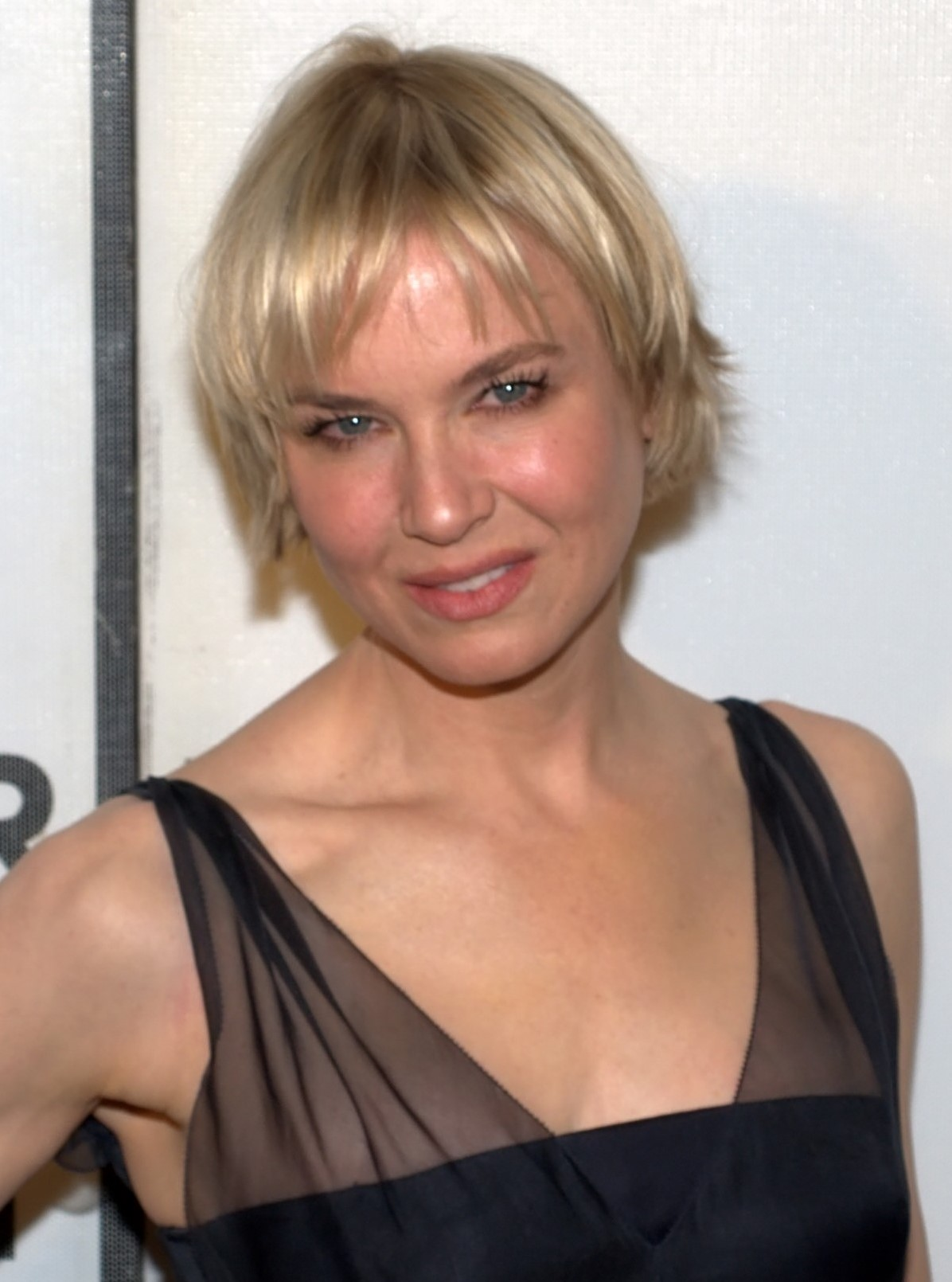
رنه زلوگر، برنده بهترین بازیگر مکمل زن فیلم درام

| - - شان پن برای فیلم رودخانه میستیک - راسل کرو برای فیلم استاد و فرمانده: آخر جهان - تام کروز برای فیلم آخرین سامورایی - بن کینگزلی برای فیلم خانه‌ای از شن و مه - جود لا برای فیلم کوهستان سرد                                                      | - - شارلیز ترون برای فیلم هیولا - کیت بلانشت برای فیلم ورونیکا گرن - اسکارلت جوهانسون برای فیلم دختری با گوشواره مروارید - نیکول کیدمن برای فیلم کوهستان سرد - اوما تورمن برای فیلم بیل را بکش بخش ۱ - ایوان ریچل وود برای فیلم ۱۳ (عدد) |
| بهترین اجرای فیلم - موزیکال یا کمدی | |
| بهترین بازیگر مرد | بهترین بازیگر زن |
| - - بیل مری برای گمشده در ترجمه - جک بلک برای فیلم مدرسه راک - جانی دپ برای فیلم دزدان دریایی کارائیب: نفرین مروارید سیاه - جک نیکلسون برای فیلم یکی باید کوتاه بیاید - بیلی باب تورنتون برای فیلم سانتا بد                                         | - - دایان کیتن برای فیلم یکی باید کوتاه بیاید - جیمی لی کرتیس برای فیلمجمعه عجیب - اسکارلت جوهانسون برای فیلم گمشده در ترجمه - ایان لین برای فیلم Under the Tuscan Sun - هلن میرن برای فیلم تقویم دختران                                 |
| بهترین اجرای برای نقش مکمل در فیلم- درام، موزیکال یا کمدی | |
| بهترین بازیگر نقش مکمل مرد | بهترین بازیگر نقش مکمل زن |
| - - تیم رابینز برای فیلم رودخانه میستیک - الک بالدوین برای فیلمخنک‌کننده (فیلم) - آلبرت فینی برای فیلم ماهی بزرگ - پیتر سارسگارد برای فیلم شیشه شکسته - کن واتانابه برای فیلم آخرین سامورایی                                                         | - - رنه زلوگر برای فیلم کوهستان سرد - ماریا بیلو برای فیلم خنک‌کننده (فیلم) - پاتریشیا کلارکسون برای فیلم قطعات آوریل - هوپ دیویس برای فیلم شکوه آمریکایی - هالی هانتر برای فیلم ۱۳ (عدد)                                                 |
| بهترین کارگردانی | بهترین فیلمنامه |
| - - پیتر جکسون برای کارگردانی ارباب حلقه‌ها: بازگشت پادشاه - سوفیا کوپولا برای کارگردانی گمشده در ترجمه - کلینت ایستوود برای کارگردانی رودخانه میستیک - آنتونی مینگلا برای کارگردانی کوهستان سرد - پیتر ویر برای کارگردانی استاد و فرمانده: آخر جهان | - - گمشده در ترجمه - در واقع عشق - رودخانه میستیک - کوهستان سرد - در آمریکا |
| بهترین آهنگ اصلی | بهترین موسیقی متن |
| - - ارباب حلقه‌ها: بازگشت پادشاه - لبخند مونا لیزا - در آمریکا - ماهی بزرگ - کوهستان سرد | - - ارباب حلقه‌ها: بازگشت پادشاه - دختری با گوشواره مروارید - ماهی بزرگ - کوهستان سرد - آخرین سامورایی |

### فیلم‌هایی با چندین نامزدی
| نامزدی‌ها | فیلم                        |
| -------- | --------------------------- |
| ۸        | کوهستان سرد                 |
| ۵        | گمشده در ترجمه              |
| ۵        | رودخانه میستیک              |
| ۴        | ماهی بزرگ                   |
| ۴        | ارباب حلقه‌ها: بازگشت پادشاه |
| ۳        | آخرین سامورایی              |
| ۳        | استاد و فرمانده: آخر جهان   |

### فیلم‌هایی با چند جایزه
- ارباب حلقه‌ها: بازگشت پادشاه ۴ گوی زرین
- گمشده در ترجمه ۳ گوی زرین

## بهترین سریال تلویزیونی
| بهترین سریال | بهترین سریال |
| جایزه گلدن گلوب بهترین سریال تلویزیونی | جایزه گلدن گلوب بهترین سریال موزیکال یا کمدی |
| --- | --- |
| - - ۲۴ - سی‌اس‌آی - نیپ/تاک - شش پا پایین‌تر - بال غربی | - - اداره - پرورش شکست‌خورده - مانک - سکس و شهر - ویل و گریس |
| بهترین اجرای مینی سریال | |
| جایزه گلدن گلوب بهترین بازیگر نقش اول مرد مینی سریال | جایزه گلدن گلوب بهترین بازیگر نقش مکمل زن مینی سریال |
| - - آل پاچینو برای مینی سریال فرشتگان در آمریکا - آنتونیو باندراس برای مینی سریال پانچو ویلا خودش بازیگر می‌شود - جیمز برولین برای مینی سریال ریگان‌ها - تروی گاریتی برای فیلم دختر سرباز - تام ویلکینسون برای فیلم معمولی | - - مریل استریپ برای مینی سریال فرشتگان در آمریکا - جودی دیویس برای مینی سریالریگان‌ها - جسیکا لنگ برای مینی سریال معمولی - هلن میرن برای مینی سریال بهار دوم و خانم استون - مگی اسمیت برای مینی سریال My House in Umbria |

## برندگان گوی زرین مرد و زن سریال تلویزیونی

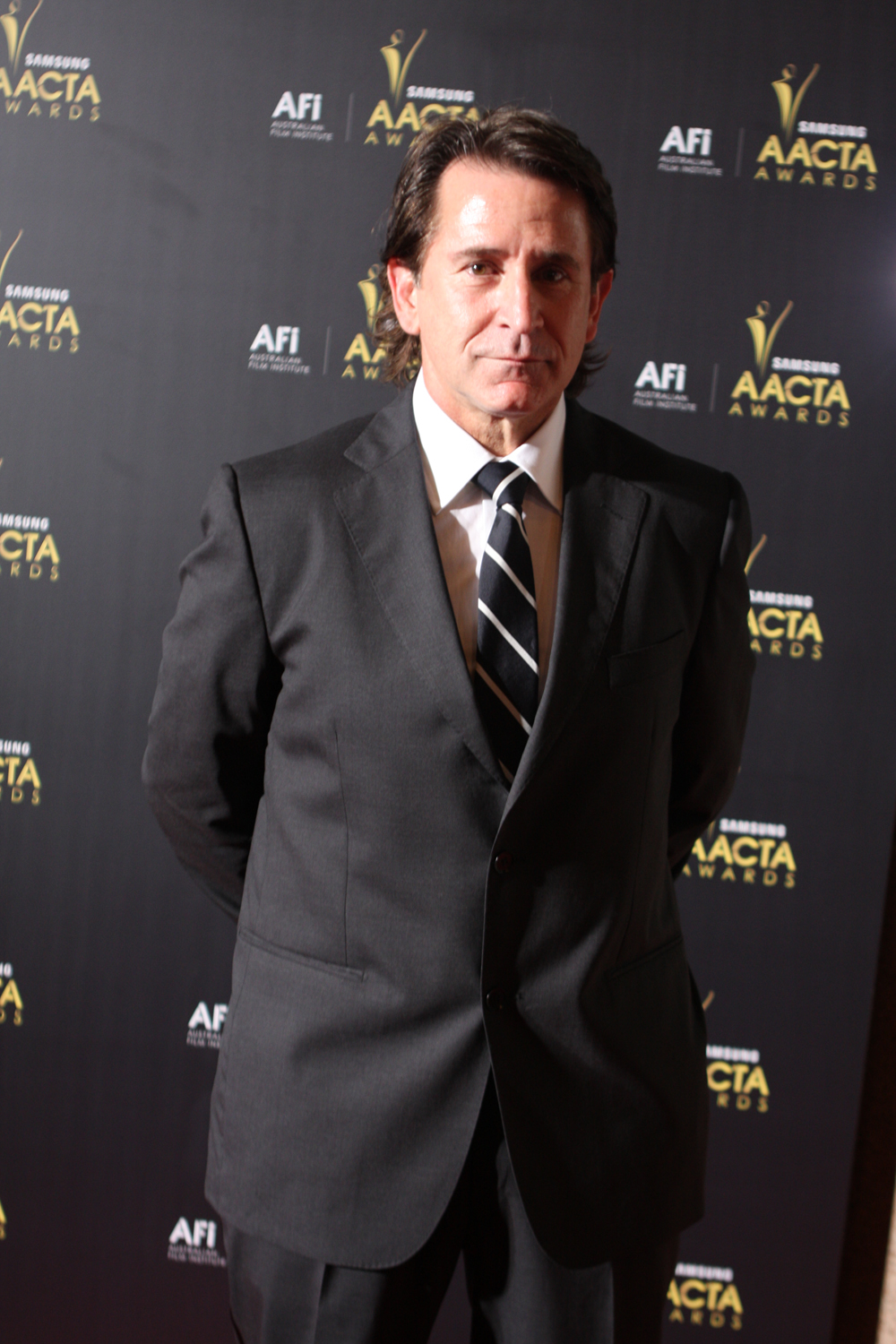
آنتونی لاپالیا، برنده بهترین بازیگر نقش اول مرد در یک سریال تلویزیونی - درام
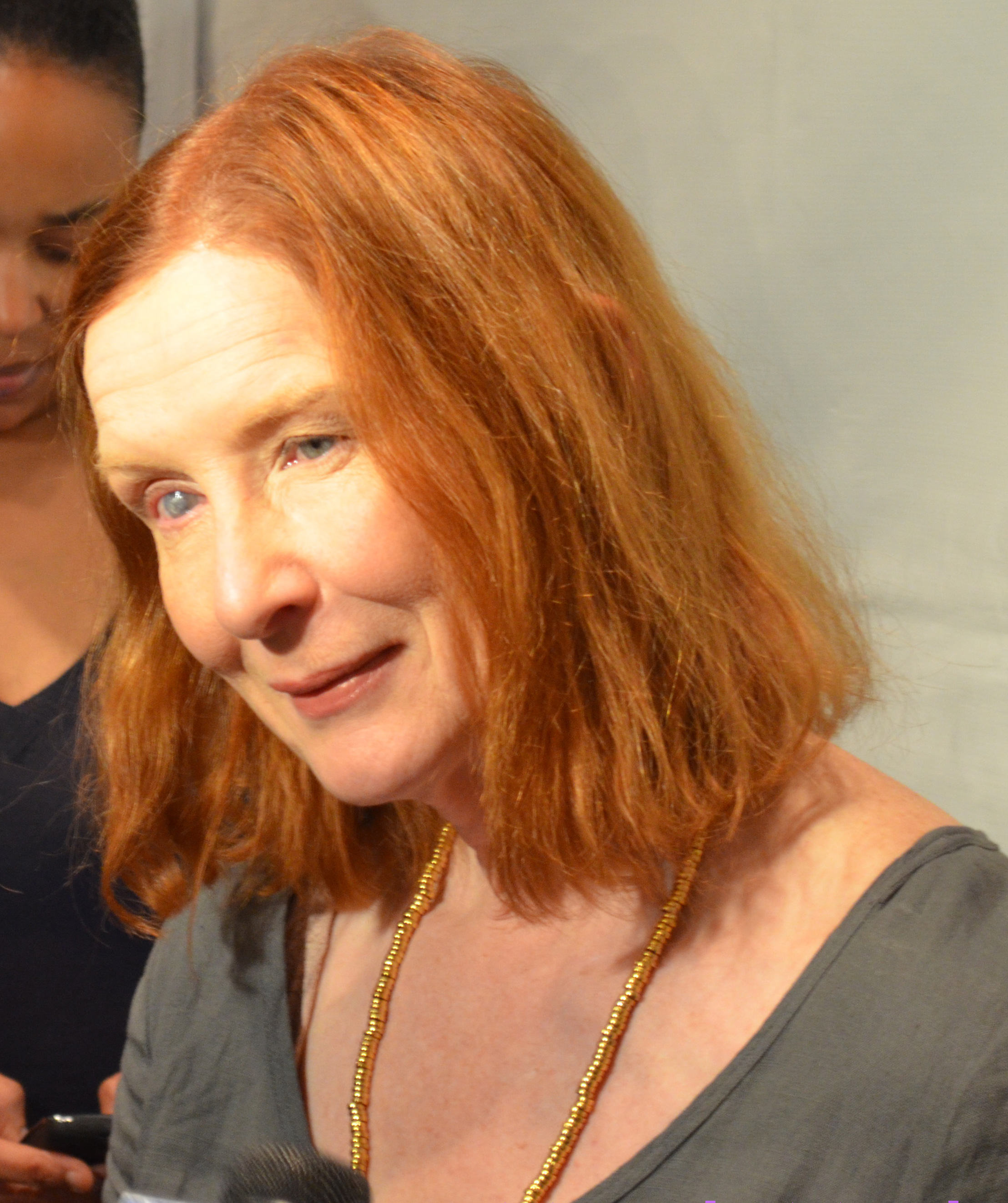
فرانسیس کونروی، برنده بهترین بازیگر نقش اول زن در یک سریال تلویزیونی - درام
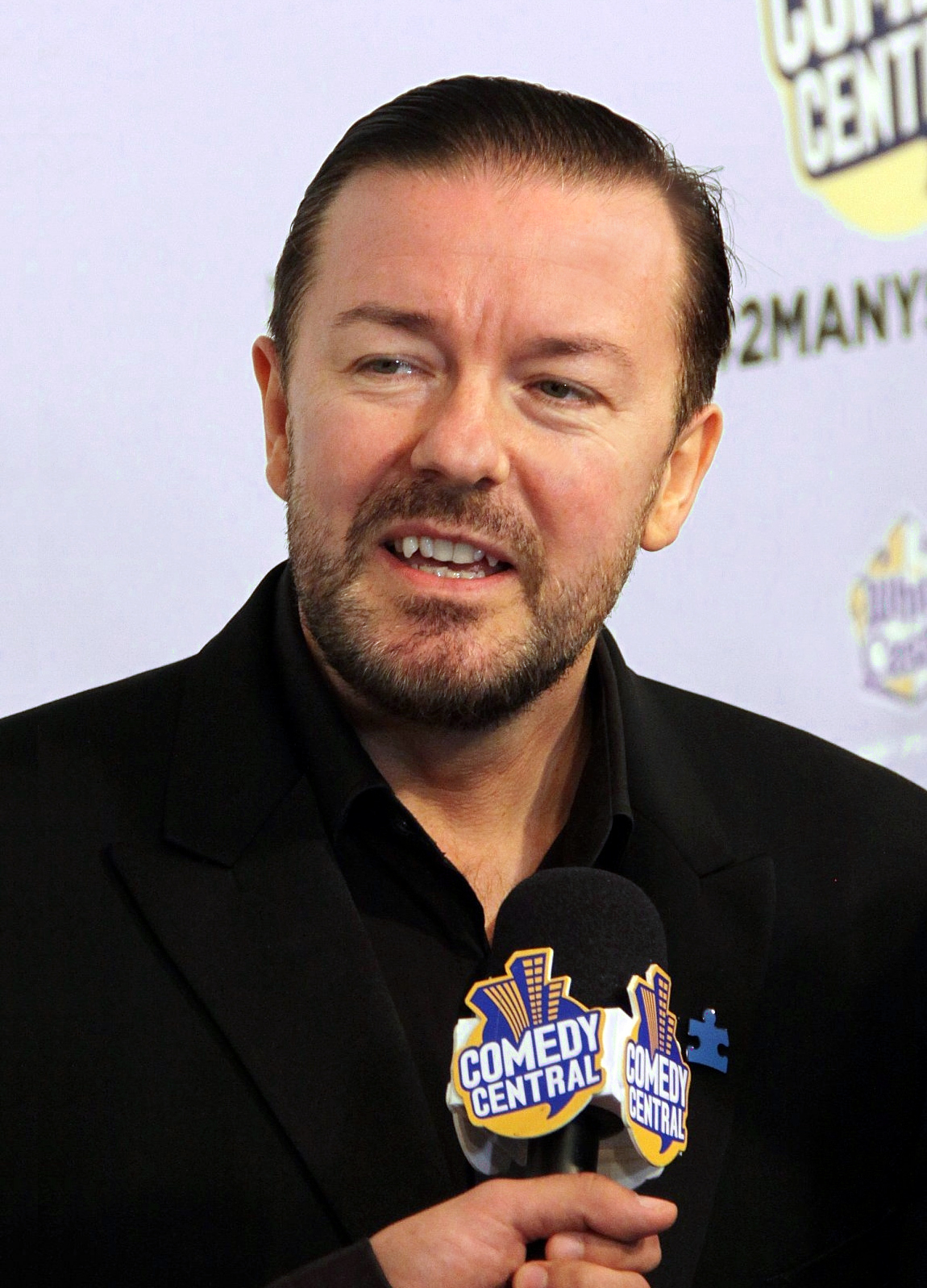
ریکی جرویس، برنده بهترین بازیگر نقش اول مرد در یک سریال تلویزیونی - موزیکال یا کمدی
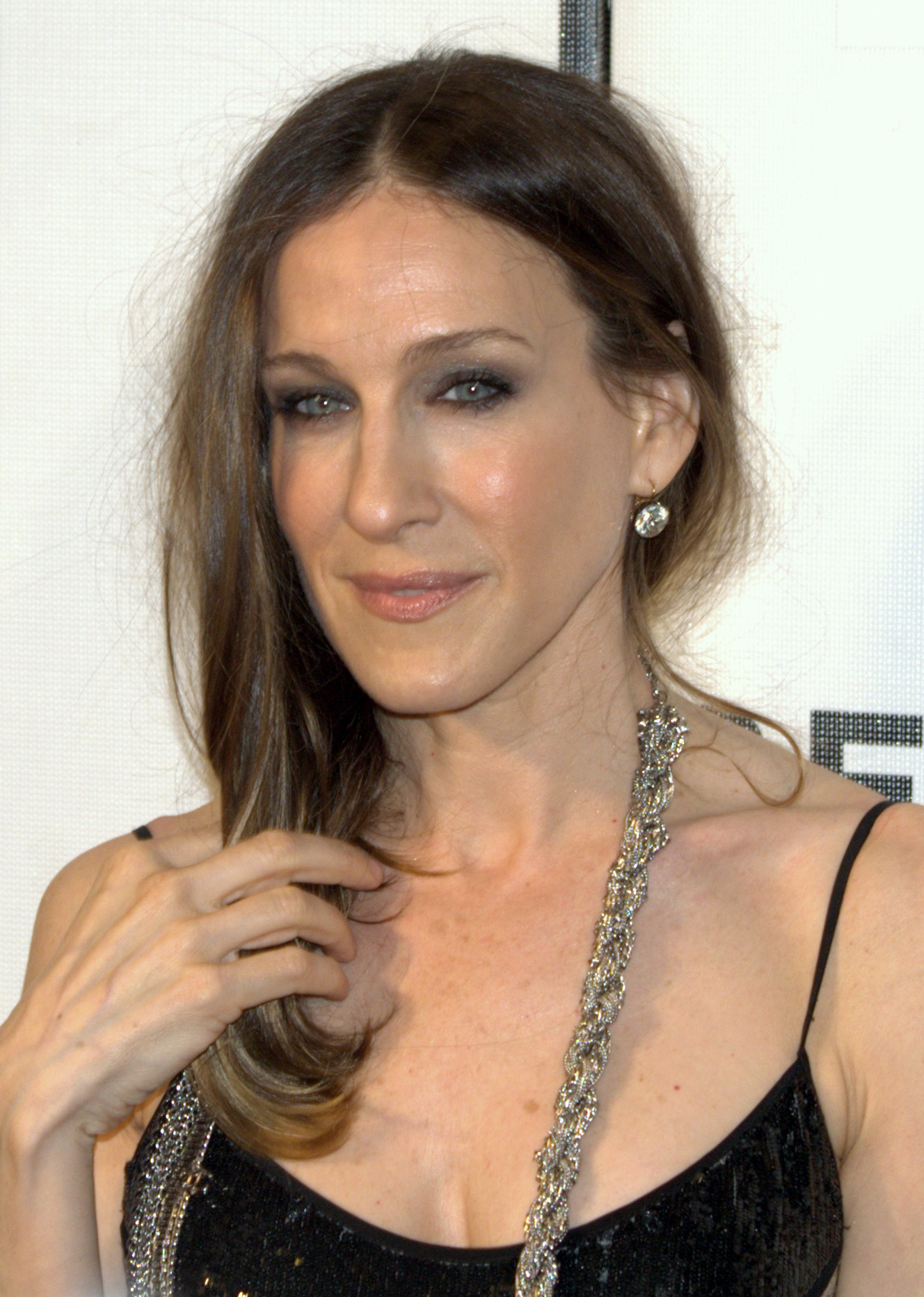
سارا جسیکا پارکر برنده بهترین بازیگر نقش اول زن در یک سریال تلویزیونی - کمدی یا موزیکال

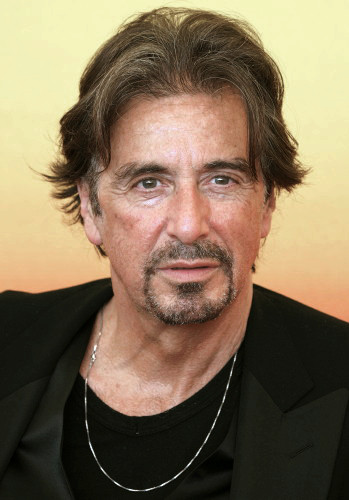
آل پاچینو، برنده بهترین بازیگر نقش اول مرد در یک مینی سریال یا فیلم ساخته شده برای تلویزیون
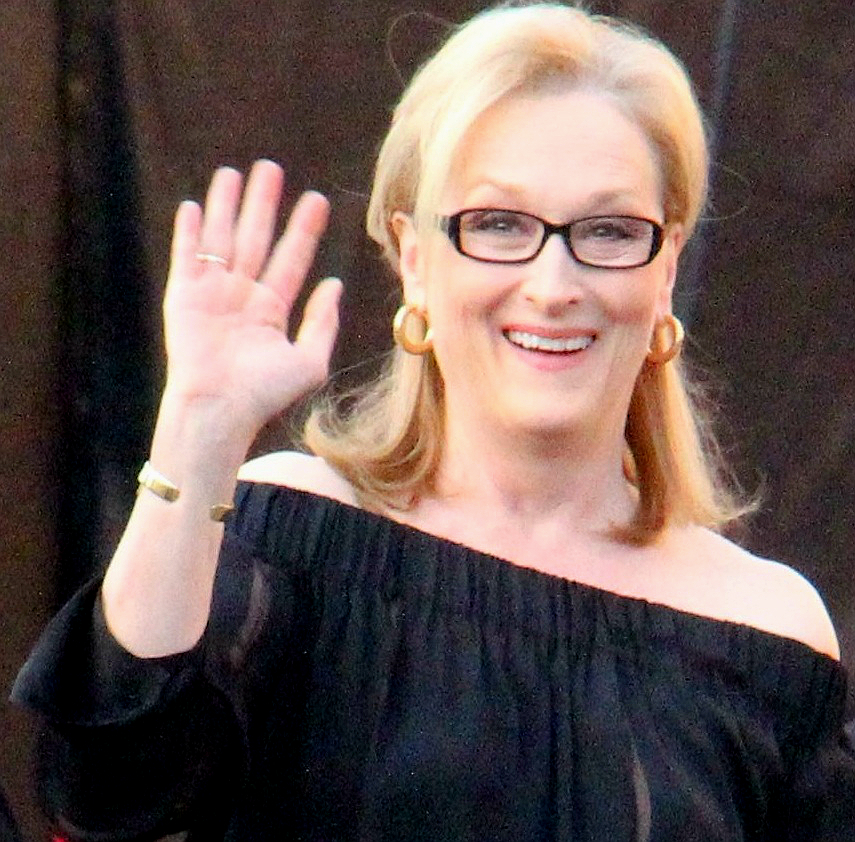
مریل استریپ، برنده بهترین بازیگر نقش اول زن در یک مینی سریال یا فیلم ساخته شده برای تلویزیون
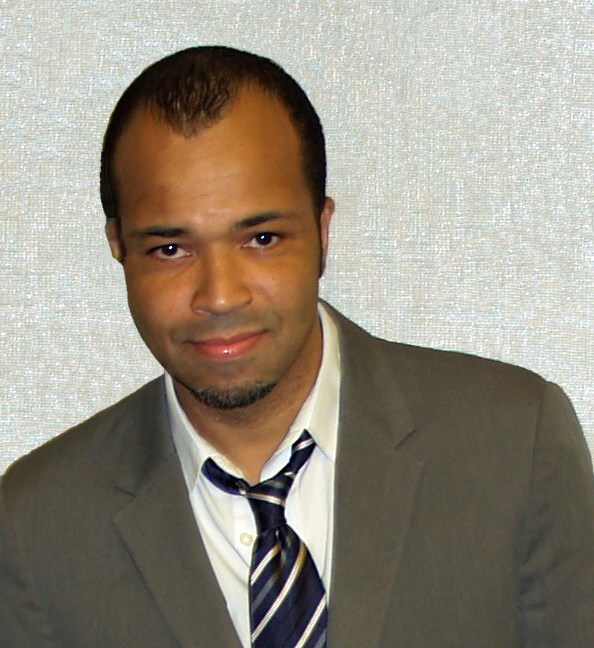
جفری رایت، برنده بهترین بازیگر مرد در نقش مکمل در یک ، مینی سریال یا فیلم ساخته شده برای تلویزیون
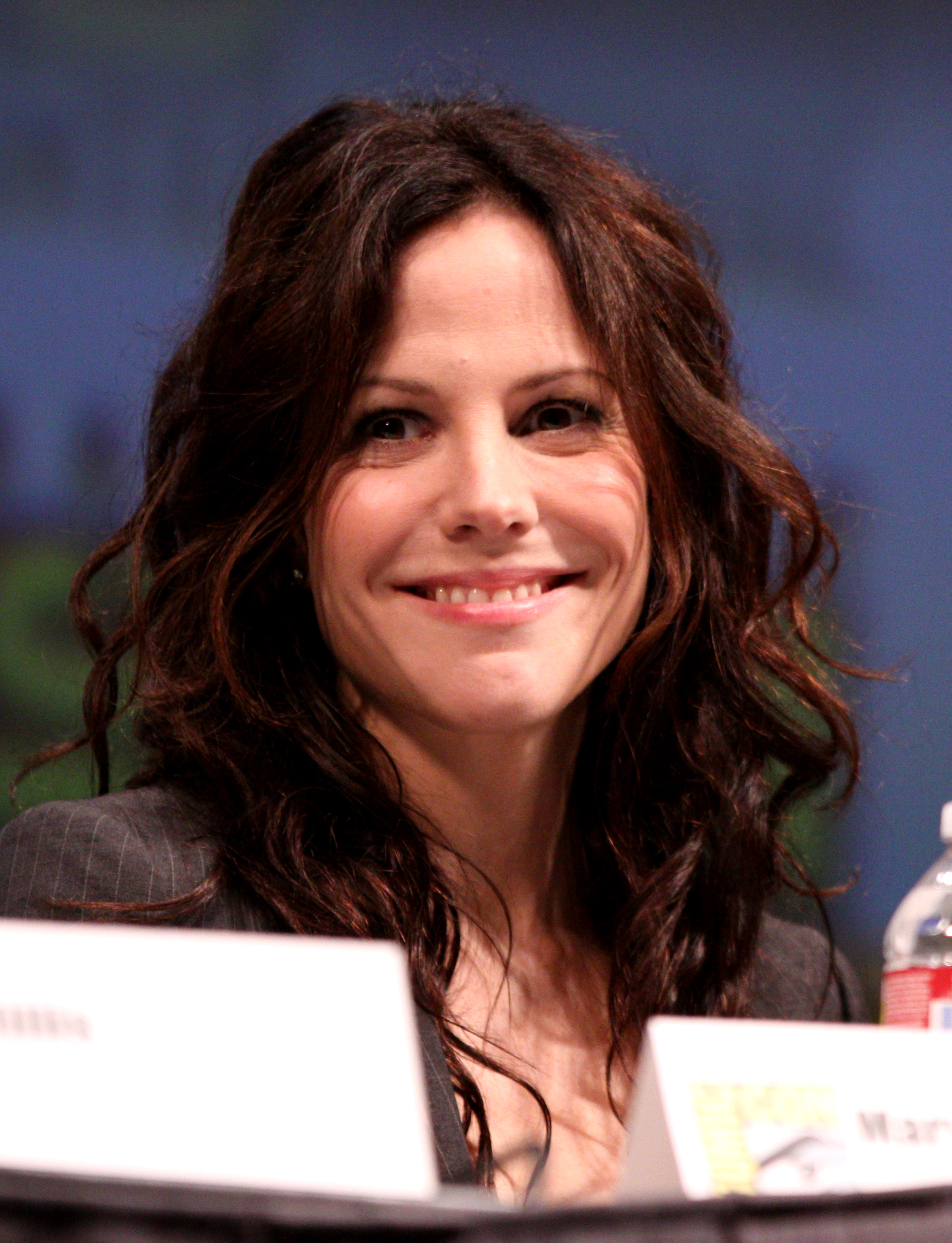
مری-لوئیز پارکر، برنده بهترین بازیگر زن در نقش مکمل در یک ، مینی سریال یا فیلم ساخته شده برای تلویزیون